# Edward Dering (5e baronnet)
Edward Dering, 5e baronnet (1705 - 15 avril 1762) est un homme politique anglais.

## Jeunesse

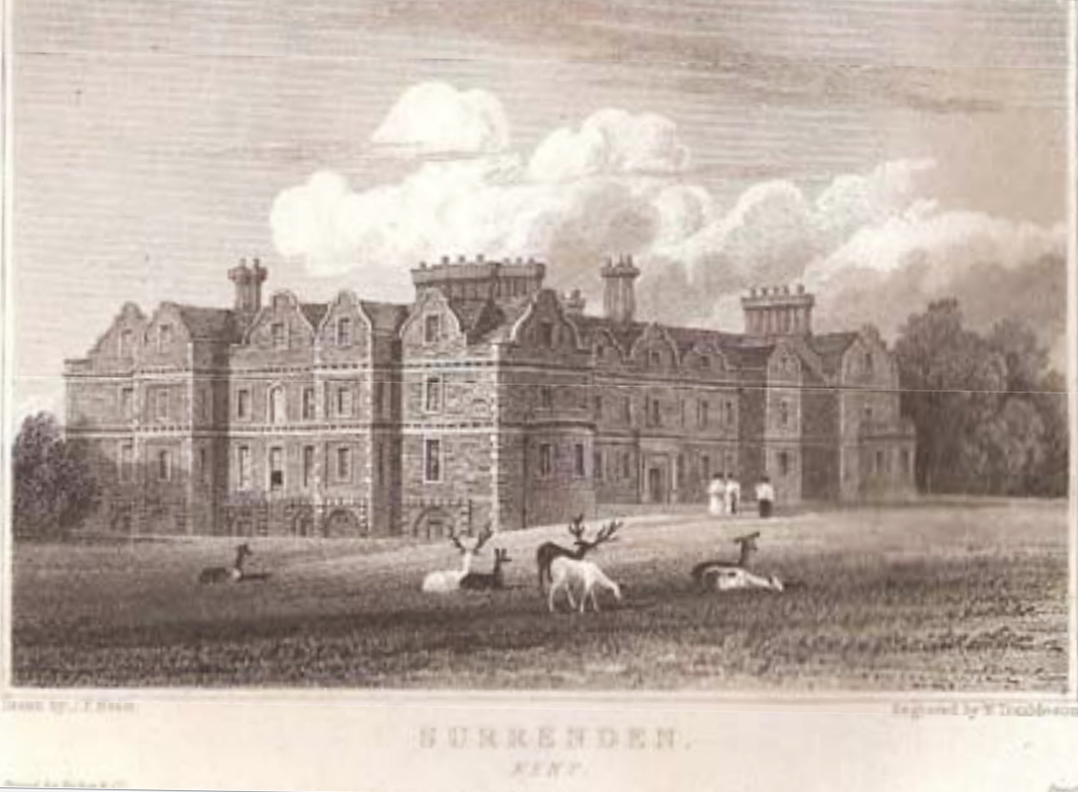
Surrenden House, Kent en 1826 - siège de la famille Dering

Edward Dering est le fils aîné et héritier de Cholmeley Dering (4e baronnet) de Surrenden à Pluckley, Kent et de sa femme Ellen, unique enfant d'Edward Fisher de Mitcham, Surrey. Il devient baronnet en 1711, encore enfant, à la suite de la mort de son père en duel ; sa mère est décédée en 1707.
Il entre à la Westminster School en 1719 et s'inscrit à l'Oriel College d'Oxford le 31 janvier 1721, où il obtient son diplôme de MA le 17 décembre 1725.

## Carrière
La carrière politique de Dering commence quand il se présente comme député de Kent aux élections de 1727. Il échoue à cette occasion, mais est élu sans opposition lors d'une élection partielle en 1733 après la mort de Robert Furnese. Il conserve le siège aux élections de 1734, 1741 et 1747 mais est battu en 1754.
Politiquement, Dering est un conservateur et vote toujours contre le gouvernement Whig. Il aurait dû avoir un siège au Board of Trade si Frédéric de Galles avait accédé au trône.

## Vie privée
Il se marie deux fois: d'abord, le 24 février 1727 à St George the Martyr, Queen Square, Londres à Elizabeth fille de Charles Henshaw et de sa femme Elizabeth. Elle est enterrée à Pluckley le 17 mars 1734. Dering se remarie quelque six mois plus tard, le 11 septembre 1735, à l'église Sainte-Anne, Soho, à Mary, veuve de Henry Mompesson, et fille de Charles Fotherby de Barham Court, Kent, et de Mary fille de George Elcocke. Elle est décédée le 16 décembre 1775.
Edward Dering est décédé le 15 avril et est enterré à Pluckley le 22 avril 1762, laissant des enfants des deux mariages. Son héritier est Edward Dering (6e baronnet), son fils aîné par Elizabeth Henshaw.